# Kai-Uwe Kohlert
Kai-Uwe Kohlert es un deportista alemán que compitió en bobsleigh en las modalidades doble y cuádruple.
Ganó dos medallas en el Campeonato Europeo de Bobsleigh, oro en 1995 y bronce en 1998.

## Palmarés internacional
| Campeonato Europeo | Campeonato Europeo   | Campeonato Europeo | Campeonato Europeo |
| Año                | Lugar                | Medalla            | Prueba             |
| ------------------ | -------------------- | ------------------ | ------------------ |
| 1995               | Altenberg (Alemania) | Medalla de oro     | Doble              |
| 1998               | Igls (Austria)       | Medalla de bronce  | Cuádruple          |